# FC Zbrojovka Brno
FC Zbrojovka Brno (celým názvem: Football Club Zbrojovka Brno, a.s.) je český profesionální fotbalový klub sídlící v Brně, od roku 2001 na městském stadionu na Srbské ulici (od sezóny 2025/2026 přejmenovaném na ShipEx Aréna) ve čtvrti Královo Pole. Tým je tradičně vrcholným brněnským klubem a od 90. let 20. století byl až na výjimky stabilním účastníkem první ligy, od 10. let 21. století se však potýká s výkonnostními propady a opakovaně sestupuje do druhé ligy a zpět – naposled k sestupu do nižší soutěže došlo roku 2023. Klubové barvy jsou červená, bílá a modrá. Ve své historii Zbrojovka jedenkrát vyhrála československý ligový titul, konkrétně v ročníku 1977/1978.  
Klub byl založen v roce 1913 synem mlynáře Cyrilem Lacinou pod názvem SK Židenice. Byl historicky prvním moravským účastníkem (1933/34) i mistrem (1977/78) československé nejvyšší soutěže. Zlatou éru klub prožil v sedmdesátých letech, kdy Zbrojovka Brno získala svůj první a dosud jediný titul v historii. Poté, co na začátku devadesátých let 20. století skončila podpora ze strany podniku Zbrojovka Brno, se díky podnikateli Lubomíru Hrstkovi stabilizovala finanční situace klubu, který se nato přejmenoval ze Zbrojovky na Boby Brno (podle Hrstkovy přezdívky). Klub skončil v sezóně 1994/95 na třetím místě a v období 1993–2000 stanovil stále trvající rekordy v návštěvnosti nejvyšší soutěže.
Po uzavření stadionu Za Lužánkami se klub v říjnu 2001 přesunul na mnohem menší zrenovovaný Městský fotbalový stadion Srbská, bývalý stadion Královopolské a Moravské Slavie s kapacitou 12 550 diváků. Kromě ročníku 2011/12 zde hrával 1. ligu, nejlépe si vedl v sezonách 2006/07 (5. místo), 2007/08 (4. místo) a 2015/16 (6. místo). 
Rok 2011, kdy brněnský tým vypadl z elitního klubu poprvé po 20 letech, zahájil stále trvající období, v němž Zbrojovka cestuje mezi 1. a 2. ligou, a v první lize většinou spíše bojovala o udržení, s výjimkou solidního 6. místa v ročníku 2015/16. Za šest sezón v letech 2017 až 2023 vystřídala soutěž celkem pětkrát, a naposled roku 2023 opět z posledního místa sestoupila do druhé ligy. Zde se, namísto očekávaného boje o návrat, během nepodařeného jara propadla až na úroveň hrozby dalšího sestupu, nakonec se zachránila na devátém místě. I následující sezóna 2024/25 se po nadějném začátku nesla ve znamení boje o udržení 2. ligy a střídání vlastníků i trenérů. 

## Historie

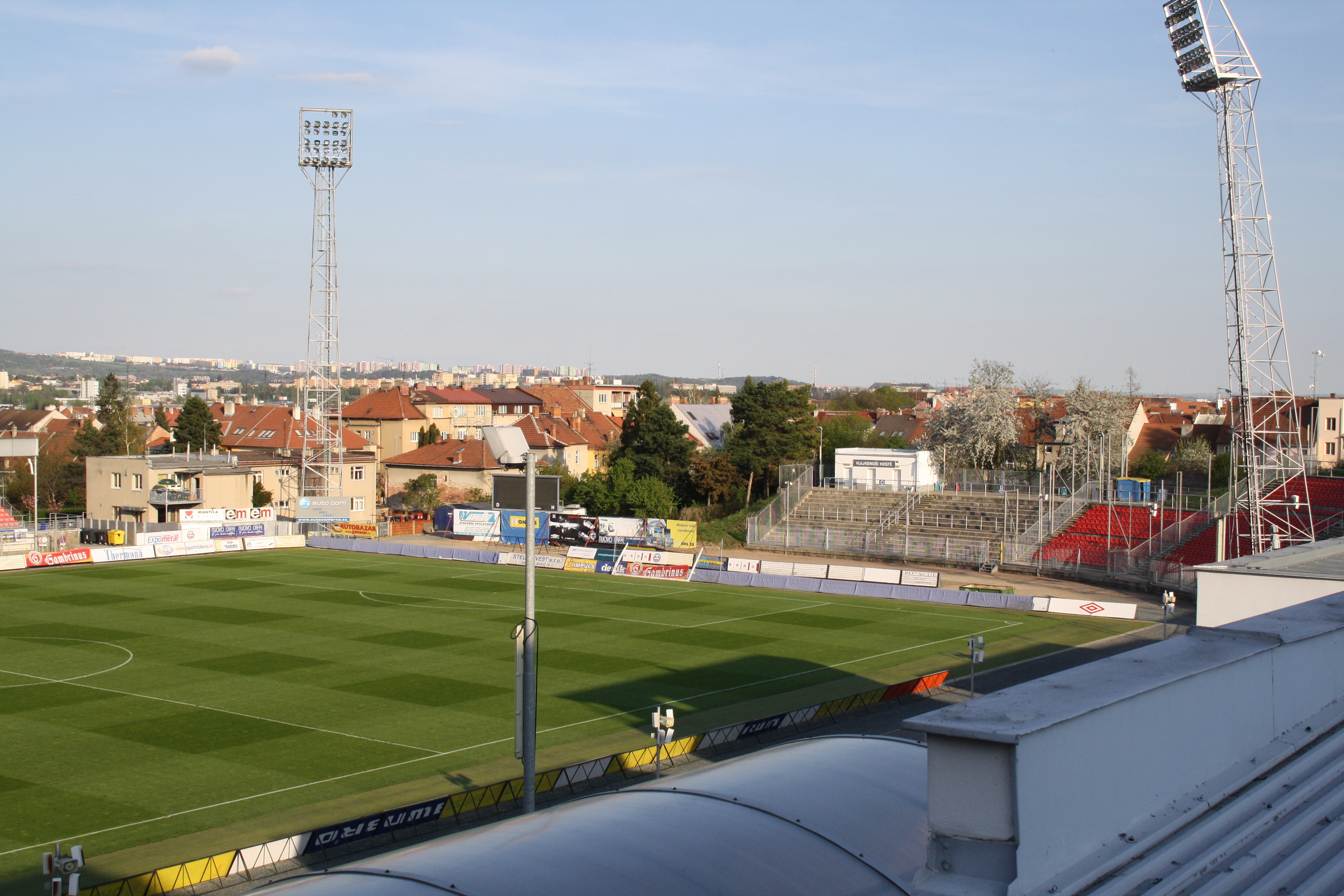
Pohled na stadion Srbská

### Počátky (1913–1945)
Dne 14. ledna 1913 založil Cyril Lacina na ustavující schůzi v hostinci U Machů (dnes Brno-Židenice, Kosmákova 49) klub SK Židenice. První hřiště vzniklo na louce podél zdi areálu Zbrojovky přímo pod vlakovým nádražím Brno-Židenice. Už ve dvacátých letech minulého století se mohl židenický klub pochlubit mnohatisícovými návštěvami a v roce 1926 přišly první dva velké úspěchy, po titulu Mistra Moravy i titul amatérského mistra Československa.

### Z Židenic až za Lužánky
Hřiště SK Židenice muselo na konci 20. let ustoupit výstavbě bazénu zábrdovických lázní. Klub se dočasně přestěhoval na Bauerovu rampu v Pisárkách, na hřiště u řeky Svratky, kde hrávalo brněnské Makkabi. Avšak pro nevyhovující polohu se brzy začalo vyjednávat s týmem Horymír o pronájmu hřiště Na Rybníčku. Brzy došlo k dohodě – 28. října 1930 tu Židenice odehrály svůj první mistrovský zápas proti DSK Třebíč (4:2). Zároveň tím započala tradice vrcholového fotbalu za Lužánkami.
V roce 1931 byly vzhledem k chystané profesionalizaci klubu provedeny úpravy hřiště a vybudovány dřevěné tribuny se zámezím. Kapacita stadionu čítala 18 000 míst. 
Po této transformaci klub poprvé startoval mezi profesionály, vyhrál 2. nejvyšší soutěž a kvalifikoval se do nejvyšší soutěže jako první moravský klub v její historii. Logicky se tak stal i historicky 1. brněnským účastníkem nejvyšší soutěže (dále SK Moravská Slavia Brno – 1935/36, ZSJ MEZ Židenice – 1952, Rudá hvězda Brno – 1957/58 a TJ Spartak KPS Brno – 1961/62). 
Klub také startoval ve Středoevropském poháru, meziválečné obdobě Ligy Mistrů.

### Poválečná doba, zlatá éra a ústup ze slávy (1945–1990)
Po druhé světové válce se klub SK Židenice díky významné spolupráci s továrnou Zbrojovka přejmenoval na Zbrojovku Brno. Roku 1953 byl otevřen stadion Za Lužánkami, který byl později rozšířen až na kapacitu 50 000 diváků. V 50. letech se pohybovala Zbrojovka mezi druhou a třetí nejvyšší soutěží, návrat do československé ligy přišel až v 60. letech po sloučení s Rudou hvězdou.
Nejslavnější kapitoly své fotbalové historie psala Zbrojovka ve druhé polovině sedmdesátých let. Období úspěchů přišlo s trenérem Josefem Masopustem, jenž během čtyřletého působení v Brně vybojoval s týmem v sezoně 1977/78 jeho dosud jediný prvoligový mistrovský titul. O rok dříve se stal Karel Kroupa nejlepším fotbalistou Československa.
Po sérii úspěchů ale přišlo v roce 1983 krizové údobí, které vyvrcholilo sestupem do druhé ligy. Teprve po šesti sezónách marných pokusů se podařilo Zbrojovce Brno, pod vedením trenéra Františka Cipra, v roce 1989 vrátit do nejvyšší soutěže. Po dvou letech však přišel další, tentokrát už pouze roční pád do druhé ligy.

### Éra Lubomíra Hrstky (1991–2000)
Od roku 1991 se stal majitelem klubu podnikatel Lubomír Hrstka a přejmenoval klub na FC Boby Brno. Z období devadesátých let si fotbalisté FC Boby Brno vedli nejlépe pod vedením trenéra Petra Uličného, kdy v sezóně 1994/95 obsadili v nejvyšší soutěži třetí místo. Za zmínku stojí také sezona 1996/97, ve které skončil tým FC Boby Brno pod vedením Karla Večeři čtvrtý.
Lubomír Hrstka coby takřka neomezený vládce klubu po dlouhé době uvolnil prostředky pro nákup skutečně výrazných posil. Přišel slovenský reprezentační obránce Viliam Vidumský, drobný, ale zato skvělý středopolař Jan Maroši a do branky Luboš Přibyl. V létě 1994 přišel nový trenér Petr Uličný, který dostal za úkol dostat tým do horní poloviny tabulky nebo spíše zaútočit na její špici. V 9. kole přišlo po dlouhých 12 letech vítězství nad Spartou (3:1), které i přes páteční televizní přenos sledovalo 28 695 diváků. Hrdinou utkání se stal mladičký Marcel Cupák, který dal dva góly. Tentýž hráč dal dva góly o dvě kola později proti Drnovicím, které Boby před 24 779 diváky vyhrálo. Úspěšný podzim Boby zakončilo na 3. místě, když vyhrálo nad Chebem 6:0, v tomto zápase zaznamenal René Wagner hattrick. Plni očekávání zamířili fanoušci na 1. jarní kolo v němž Boby hostilo Slavii. Prohru 1:2 muselo strávit neuvěřitelných 34 770 diváků, přičemž průměrná návštěva na ostatních ligových zápasech se pohybovala okolo 5 000 diváků. 3. místo celek Boby i přes několik zbytečných ztrát uhájil a pronikl do Poháru Intertoto. V říjnu 1996 byl vytvořen divácký rekord české ligy, na zápas Boby Brno se Slávií přišlo 44 120 diváků. Na podzim 1997 si Boby zahrálo Pohár UEFA, nicméně po úspěšném předkole s Inkarasem Kaunas přišel v 1. kole debakl 1:6 na hřišti Rapidu Vídeň. Čestným úspěchem byla alespoň výhra v odvetě 2:0.

### Éra bratří Prosů, zadlužení a pád do druhé ligy (2000–2011)
V roce 2000 se stala hlavním sponzorem brněnského klubu firma Stavo Artikel, podle které nesl tři roky její název. V roce 2001 se klub přesunul ze stadionu Za Lužánkami na stadion Srbská. V roce 2002 tato firma klub opustila a tým se přejmenoval na 1. FC Brno. Pod novým vedením se tým dostal do semifinále Poháru Intertoto. Na úspěch v poháru Intertoto však brněnští fotbalisté nedokázali navázat a v sezoně 2003/2004 jen těsně unikli sestupu do druhé ligy - skončili na 14. místě. V sezoně 2005/2006 pak Brno skončilo na 12. místě se čtrnácti remízami. Výkony Brna měly v následujících letech vzestupnou tendenci. Po 5. místě v sezoně 2006/2007 dosáhlo Brno v sezoně 2007/2008 zatím nejlepšího bodového výsledku (55 bodů) od založení 1. české fotbalové ligy v roce 1993, klub zároveň postoupil do semifinále Poháru ČMFS. 1. FC Brno v této sezoně získalo za přestupy hráčů zhruba 200 milionů korun. Záložník Mario Holek odešel za 50 milionů do ukrajinského Dněpru Dněpropetrovsk a další záložník Luboš Kalouda pak za 130 milionů do PFC CSKA Moskva.
Dne 15. května 2008 klub otevřel nové Tréninkové centrum mládeže v Brněnských Ivanovicích. Stavba trvala 2 roky a stále přes 140 milionů korun. V předchozích letech musely mládežnické týmy trénovat i hrát povětšinou na stadionech mimo Brno, fotbalová mládež se tedy konečně dočkala vlastního zázemí. V současné době je však areálu brněnského tréninkového centra vytýkána absence hřišť s přírodní trávou, což vede k tomu, že mládežnické týmy často trénují na hřištích menších brněnských klubů.
Během léta 2008 byl položen vyhřívaný trávník na Městském fotbalovém stadionu v Srbské ulici. Byly také vypracovány plány na nový Fotbalový stadion Za Lužánkami. Podle návrhu Petra Hrůši měl stadion vyhovovat kategorii ELITE dle nařízení FIFA, na stadionu by se tedy mohla hrát všechna mezinárodní utkání. Kapacita měla být 30 000 míst k sezení, pro utkání domácí soutěže mohl být stadion přidáním tří řad před navržené tribuny rozšířen až na kapacitu 35 000 míst. Přímo v těle stadionu na úrovni tribun mělo být zabudováno 750 parkovacích míst zejména pro VIP členy, obchody, wellness centra a fitness centra. Stavba měla stát zhruba 2,5 miliardy korun.
I přes odchody Siegla, Kubáně, Pavlíka a konci kariéry Reného Wagnera vyhlásili majitelé klubu před sezonou 2008/09 za cíl postup do Ligy Mistrů, začátek sezony však poznamenal spor mezi Alešem Bestou, Markem Střeštíkem a trenérem Uličným. Po tomto incidentu byl Besta vyřazen z kádru a náhradou měl být bývalý reprezentant Marek Heinz (přišel za 5 mil. Kč), brněnští ovšem nedokázali navázat na své výkony z předešlé sezony a po remíze s Českými Budějovicemi byl trenér Petr Uličný odvolán. V zimě přišel trenér Miroslav Beránek, klub prodal do Slavie Aleše Bestu a koupil útočníky Zbyňka Pospěcha a Michaela Rabušice, Brno nakonec skončilo na 11. místě
V létě 2009 odešli Heinz, Kuncl, Švejnoha, Lejsal, Živný a Střeštík, klub pro následující sezonu vsadil na trojici brazilských hráčů – k Eltonu Lirovi přibyli Leo a Dalmo. Ze Slavie přišel František Dřížďal, z Trenčína Juraj Križko a do týmu se vrátila klubová legenda Richard Dostálek. Po dobrém startu do soutěže však přišel opět útlum. V zimě odešel do Anderlechtu Brusel přibližně za 1 milion eur Lukáš Mareček. Klub posílili Martin Husár či Jan Kalabiška, ovšem slabé jarní výkony vyústily v odchod trenéra Beránka.
Dne 15. června 2010 byl název klubu změněn na FC Zbrojovka Brno a novým trenérem se stal Karel Večeřa. Vzhledem k úbytku financí v klubu (z role sponzora odešly firmy Skanska a OHL ŽS) se fanoušci nedočkali očekávaného posílení. Zbrojovka se od začátku sezony usadila na posledním místě tabulky, klubový management řešil situaci příchody Rýdela, Hudce, Michálka, Hamouze či Lejsala, jediným světlým momentem podzimu však byla rekordní výhra nad Slováckem 7:0. V zimě se klub rozhodl vsadit na mladé hráče, odešli tak mimo jiné dlouholeté opory Tomáš Polách a Jan Trousil. Mezi posilami nejvíce zaujal pozdější srbský reprezentant Stefan Mitrović. Zbrojovka však nadále sbírala body pouze ojediněle, Večeřa tedy rezignoval na místo trenéra. Nahradil jej René Wagner, pod jehož vedením začalo Brno postupně sbírat body. V předposledním kole však tým prohrál v přímém souboji o záchranu v Příbrami a po dvaceti letech sestoupil.
Silnou stránkou klubu byla výchova mládeže, v letech 2008–2012 si z odchovanců Zbrojovky odbyli ligovou premiéru Josef Šural, David Pašek, Lukáš Michna, Dominik Simerský, Lukáš Matyska či Daniel Přerovský.

### Lavírování mezi 1. a 2. ligou (2011–2023)
Do sezóny 2011/12 vstupovala Zbrojovka po 20 letech jako druholigová, fanoušky však potěšil návrat patriota a klubové legendy Petra Švancary. Klub v průběhu sezóny od bratří Prosů odkoupil bývalý fotbalista a právník Jaroslav Přeček. Zpočátku se Zbrojovka krčila ve spodních patrech tabulky, ale v průběhu jarní části se dokázala vyškrábat až na konečné čtvrté místo. To původně na návrat do nejvyšší soutěže zdaleka nemělo stačit, ale vítěz ligy FK Ústí nad Labem nedostal pro nevyhovující stadion licenci pro 1. ligu a třetí Sokolov se nabízeného postupu vzdal, takže druhým postupujícím se vedle Jihlavy stala se štěstím právě Zbrojovka.
V sezóně 2012/13 tak byla Zbrojovka po roční pauze znovu prvoligová. Klub posílili Petr, Hyčka, Husár, Škoda a také pozdější kapitán Pavel Zavadil. Předsezónním cílem klubu byla záchrana v nejvyšší soutěži a tým k tomuto cíli rázně vykročil již v prvním kole díky výhře nad Slováckem 1:0. Ve třetím kole zvítězila Zbrojovka svým nejlepším podzimním výkonem v Plzni 3:2 a chvilkově se v tabulce ocitla na 3. místě, v pátém kole však podlehla Slavii 5:0. V průběhu sezony přišla šňůra sedmi zápasů bez vítězství, po které vedení klubu nahradilo trenéra Čuhela dosavadním trenérem juniorky Ludevítem Grmelou. Hned v následujícím kole Zbrojovka doma s novým trenérem na lavičce porazila Sigmu 2:0. Záchranu si klub zajistil nečekaným domácím vítězstvím nad pražskou Spartou. Tento zápas znamenal pro Spartu konec naděje na zisk titulu. Celkově Zbrojovka skončila na třináctém místě se šestibodovým náskokem před sestupujícími Budějovicemi.
V sezóně 2013/14 bylo hlavním cílem vedení Zbrojovky skončit v klidném středu tabulky. Kvůli sporům s vedením však opustil Zbrojovku Petr Švancara. Po prvních dvou kolech, v kterých klub vydoloval 4 cenné body po remíze s Jabloncem a domácí výhře nad pražskými Bohemians, přišla na řadu série 6 ligových proher. Po prohře s Baníkem se ovšem neřešil pouze výsledkový propad celého týmu, ale také zdravotní stav mladého guinejského hráče Mohameda Traorého, který na Bazalech prodělal srdeční kolaps. Traoré musel ze zdravotních důvodů ukončit profesionální kariéru. Po šesté prohře v řadě se z klubu poroučel hlavní trenér Grmela, kterého nahradil zkušený Václav Kotal. V následujících měsících se ukázalo, že pro klub to byla nejlepší možná volba. První zápas s novým trenérem v čele Zbrojovka prohrála, ale hned následující domácí zápas vyhrála 2:0 nad Znojmem, přímým sokem v boji o záchranu. V dalším kole brněnští prohráli na půdě Olomouce, vše ale odčinil překvapivou domácí výhrou nad Teplicemi. Do konce podzimní části sezóny stihla Zbrojovka nasbírat dalších 5 bodů po výhře nad Jihlavou a remízách se Slavií a Bohemians. V následujících pěti zápasech jarní části sezóny získala Zbrojovka pouhé 4 body, což ji posunula na sestupovou 15. příčku. Vše bylo zachráněno v následujících čtyřech zápasech výhrou nad Duklou, Sigmou a Teplicemi. Jediné ztráty bodů Zbrojovka zaznamenala po remíze se Znojmem. Klub postoupil až do semifinále národního poháru, kde se utkal s plzeňskou Viktorií. V prvním zápase jí podlehl 2:0, v domácí odvetě remizoval 0:0. Pro Zbrojovku to bylo první semifinále Českého poháru od ročníku 2007/08. V posledních pěti zápasech Zbrojovka posbírala 8 bodů a v tabulce skončila na konečném devátém místě. To bylo nejlepším výsledkem klubu od sezóny 2008/09, kdy Zbrojovka skončila na jedenáctém místě. Nutno podotknout, že největší zásluhu na nejlepším výsledku klubu od sezóny 2008/09 má trenér Kotal, který změnil systém hry z klasického 4-4-2 na nizozemský způsob 3-2-2-3. Patrně nejlepším hráčem Zbrojovky v této sezoně byl Luděk Pernica.
Do sestavy klubu se zařadili odchovanci Petr Buchta, Radek Buchta, Milan Lutonský, Jan Malík a Stanislav Vávra.
Výkony klubu byly nadále nevyrovnané, v sezóně 2014/15 zůstal těsně (byť s bodovou rezervou) nad čarou sestupu, naopak v dalším roce dosáhl 6. příčky, nejlepšího umístění po osmi letech. Pak však opět přišly horší časy, a po bídné sezóně 2017/18, kdy si klub ze 30 zápasů připsal pouze 6 výher a skončil v tabulce jasně poslední, spadl po šesti letech zase do druhé ligy. Shodou okolností ho tam zase doprovodil tým Jihlavy, po jehož boku Zbrojovka naposled do první ligy postoupila. Ve druhé lize Brno napřelo všechny síly k návratu mezi elitu, jeho získaných 57 bodů však stačilo jen na 3. místo a baráž o postup s prvoligovou Příbramí, v níž neuspělo, takže v NFL zůstalo (stejný osud opět potkal i Jihlavu, která šla do baráže z 2. místa).
V sezóně 2019/20 se tak Zbrojovka setkala v mistrovské soutěži s dalším brněnským týmem, SK Líšeň, jenž sem právě postoupil z MSFL. Tentokrát už si ale Zbrojovka postup pohlídala a z 2. místa se po dvou letech vrátila do nejvyšší soutěže. Zde se jí však opět nedařilo a skončila na 16. příčce, první ze tří sestupových. V sezóně 2021/22 tak Zbrojovka Brno opět hrála druhou ligu, v níž se ale udržovala v čele tabulky, na jaře získala náskok na prvním místě a 4 kola před koncem (27. dubna) získala jistotu návratu do první ligy pro sezónu 2022/23.
V sezóně 2022/2023 se Zbrojovce vydařila podzimní část, kdy se v zimní přestávce držela ve středu tabulky. Na jaře ale přišla krize, a Zbrojovka v tabulce spadla na pozice, které znamenaly účast ve skupině o udržení. V té se jí stále nedařilo, a v posledním rozhodujícím zápase skupiny o udržení  remizovala se Zlínem 0:0. Tento výsledek znamenal opětovný sestup do druhé ligy, třetí během posledních šesti sezón.

### Série změn ve vedení, boj o udržení ve 2. lize (2023–současnost)
V letní pauze po sestupové sezóně se ve Zbrojovce odehrálo několik změn. Na počátku července přišel do klubu na pozici šéfa sportovního úseku Zdeněk Psotka, který nahradil dosavadního Tomáše Požára. Na konci téhož měsíce bylo oznámeno klubem, že do vlastnické struktury vstupuje investiční skupina Portiva, která získá minoritní podíl a v průběhu sezóny má nabýt 61 % s předkupním právem na zbylý podíl. Rovněž do klubu vstoupila Regionální hospodářská komora Brno, která získala 5 % akcií. Samozřejmým cílem pro následující sezónu 2023/24 se stal návrat do první ligy, noví akcionáři dále plánovali stabilizovat klub po ekonomické stránce a jednat s městem o výstavbě nového stadionu v Brně. Před zahájením jarní části sezóny 2023/24 mělo dojít k převodu majoritního podílu vlastnictví do rukou investora Pavla Svoreně, avšak smlouva v původní parametrech nebyla naplněna.
Nedodržení smlouvy vyvolalo u fanoušků vlnu nevole a začali otevřeně protestovat vůči dosavadnímu majoritnímu vlastníkovi Václavu Bartoňkovi. Před prvním domácím jarním zápase s Táborskem vytvořila část fanoušků pietní místo před služebním vstupem na stadion, na dveře vylepili nápis „Bartoněk hrobař Zbrojovky“, pod něj položili smuteční věnec a zapálili svíčky. Zápas s Táborskem se nesl v napjatém duchu, až nakonec okolo 70 fanoušků vtrhlo do VIP sektoru, kde skandovali proti stávajícímu majiteli. Jaro 2024 se každopádně začalo pro Zbrojovku vyvíjet tak katastrofálně (ze šesti zápasů pouhé 2 body a propad až na 12. místo tabulky, na dohled sestupových pozic), že to po vysoké prohře s Varnsdorfem vedlo v půli dubna k odvolání trenéra Polácha. Na jeho místo byl dočasně povolán Lukáš Kříž, dosavadní trenér B-mužstva, které v téže době s přehledem vedlo tabulku divize D. Nakonec se A-týmu podařilo ve druhé lize zachránit na 9. místě (jen o skóre před desátou Líšní), čímž byl zároveň potvrzen postup B-týmu do MSFL.
Do nové sezóny nastoupil nový hlavní trenér Jaroslav Hynek. V září 2024 uplatnila Regionální hospodářská komora Brno své předkupní právo a ke svým 5 % akcií získala od Václava Bartoňka dalších 90 % akcií. V listopadu tento majoritní podíl odkoupila investiční skupina OneCap, již předtím generální partner klubu. Sportovní výsledky A-týmu byly ovšem stále neuspokojivé až alarmující, po podzimní části se umístil na 14. místě, jen o skóre nad čarou sestupu. I přes zimní změny v kádru a nákupy posil se na jaře situace nijak nezlepšila, což nakonec v březnu 2025 (po porážce 0:2 s Táborskem) vedlo k odvolání trenéra Hynka, jehož provizorně nahradil opět trenér B-týmu, tentokrát Marek Zúbek. Zatímco se Zbrojovka průběžně nacházela už na sestupovém 15./16. místě, 12. dubna 2025 byl představen nový hlavní trenér Martin Svědík s asistenty Janem Baránkem a Jiřím Saňákem, jejichž prvořadým cílem bylo už jen zachránit klub ve 2. lize. V té souvislosti se objevily zprávy o vstupu nového investora Vojtěcha Kačeny a jeho společnosti Second Foundation.
Po odehraných 23 kolech ročníku 2024/25 byla Zbrojovka na 14. místě tabulky, která byla velmi vyrovnaná – jen bod ji dělil od sestupové pozice a naopak pouze 9 bodů od místa pátého. Nástup trenéra Svědíka však odstartoval bezprecedentní šňůru výher, zahájenou přesvědčivým vítězstvím 4:1 nad rivalem z Líšně (od května 2025 Artis Brno) na jeho stadionu. Sezónu tak Zbrojovka nakonec zakončila nad očekávání dobře, na 7. místě druholigové tabulky, a do ročníku 2025/26 vstoupila jako žhavý adept na návrat do první ligy.
19. srpna 2025 bylo oznámeno, že novým majoritním vlastníkem klubu se stává Vojtěch Kačena, zatímco skupina OneCap si ponechá pětinový podíl.

## Historické názvy
Zdroj:
- 1913 – SK Židenice (Sportovní klub Židenice)
- 1947 – SK Zbrojovka Židenice Brno (Sportovní klub Zbrojovka Židenice Brno)
- 1948 – JTO Sokol Zbrojovka Židenice Brno (Jednotná tělovýchovná organizace Sokol Zbrojovka Židenice Brno)
- 1951 – JTO Sokol Zbrojovka Brno (Jednotná tělovýchovná organizace Sokol Zbrojovka Brno)
- 1953 – DSO Spartak Zbrojovka Brno (Dobrovolná sportovní organizace Spartak Zbrojovka Brno)
- 1956 – TJ Spartak ZJŠ Brno (Tělovýchovná jednota Spartak Závody Jana Švermy Brno)
- 1962 – fúze s TJ Rudá hvězda Brno ⇒ název nezměněn
- 1968 – TJ Zbrojovka Brno (Tělovýchovná jednota Zbrojovka Brno)
- 1990 – FC Zbrojovka Brno (Football Club Zbrojovka Brno)
- 1992 – FC Boby Brno (Football Club Boby Brno)
- 1994 – FC Boby Brno Unistav (Football Club Boby Brno Unistav)
- 1997 – FC Boby-sport Brno (Football Club Boby-sport Brno)
- 2000 – FC Stavo Artikel Brno (Football Club Stavo Artikel Brno)
- 2002 – 1. FC Brno, a.s. (První fotbalový klub Brno, akciová společnost)
- 2010 – FC Zbrojovka Brno, a.s. (Football Club Zbrojovka Brno, akciová společnost)

## Soupiska
| #  | Pozice | Hráč                 |
| -- | ------ | -------------------- |
| 1  | B      | Adam Hrdina          |
| 3  | O      | Kaká                 |
| 6  | Z      | Daniel Polák         |
| 7  | Ú      | Filip Večeřa         |
| 8  | Z      | Patrik Čavoš         |
| 9  | Ú      | Oliver Velich        |
| 10 | Ú      | Jakub Selnar         |
| 11 | Z      | Martin Rymarenko     |
| 13 | Z      | Jiří Texl            |
| 14 | Z      | Tadeáš Vachoušek     |
| 16 | Ú      | Adam Kronus          |
| 17 | O      | Daniel Kutík         |
| 18 | O      | Denis Granečný       |
| 19 | Ú      | Bienvenue Kanakimana |
| 20 | Z      | Lukas Saal           |
| 21 | Z      | Ondřej Pachlopník    |

| #  | Pozice | Hráč                 |
| -- | ------ | -------------------- |
| 22 | O      | Patrik Haitl         |
| 23 | O      | Jakub Šural          |
| 24 | B      | Dominik Sváček       |
| 25 | O      | Tomáš Břečka         |
| 26 | O      | Filip Vedral         |
| 27 | Z      | Filip Blecha         |
| 29 | Z      | Patrik Žitný         |
| 32 | O      | Jan Juroška          |
| 39 | O      | Jakub Klíma          |
| 44 | O      | Filip Štěpánek       |
| 66 | O      | Stanislav Hofmann    |
| 68 | Z      | Jakub Janetzký       |
| 78 | B      | Ondřej Prodělal      |
| 99 | Ú      | Justin Araujo-Wilson |
|    | Z      | Jan Hellebrand       |

### B-tým
Soupiska rezervního týmu, který nastupuje v MSFL
| #  | Pozice | Hráč              |
| -- | ------ | ----------------- |
| 1  | B      | Ondřej Prodělal   |
| 2  | O      | Benjamin Vit      |
| 6  | Z      | David Džavonorok  |
| 7  | Z      | Oldřich Pragr     |
| 8  | Z      | Vojtěch Šmid      |
| 9  | Ú      | David Pavlík      |
| 10 | Z      | Vladimír Kolečkář |
| 11 | Z      | Filip Hlucháň     |
| 12 | Z      | Lukáš Kos         |

| #  | Pozice | Hráč              |
| -- | ------ | ----------------- |
| 15 | Ú      | František Kluska  |
| 21 | O      | Dominik Peška     |
| 23 | Z      | Ota Kohoutek      |
| 24 | Z      | Peter Štepanovský |
|    | O      | Filip Hajnovič    |
|    | O      | Lukáš Kříž        |
|    | Z      | Pavel Kučera      |
|    | Z      | Martin Černý      |

## Úspěchy v evropských pohárech
- Středoevropský pohár
  - Čtvrtfinále: 1935
- Pohár vítězů pohárů
  - Čtvrtfinále: 1960/61
  - Pozn.: Účast RH Brno, výsledky klubu připadly po sloučení Zbrojovce.
- Veletržní pohár
  - Čtvrtfinále: 1963/64
- Pohár mistrů evropských zemí
  - 2. kolo: 1978/79
  - Pozn.: Zbrojovka zůstala jediným týmem v historii PMEZ (1955–1992) bez porážky.
- Pohár UEFA
  - Čtvrtfinále: 1979/80
- Pohár Intertoto
  - Semifinále: 2003

## Úspěchy

### Úspěchy mužů
| Domácí medaile (1) |
| - Československá nejvyšší fotbalová soutěž (1× vítěz) - – TJ Zbrojovka Brno: 1977/78 - – TJ Zbrojovka Brno: 1979/80 - – SK Židenice: 1934/35, 1937/38; TJ Zbrojovka Brno: 1978/79 - Česká nejvyšší fotbalová soutěž - – FC Boby Brno Unistav: 1994/95 - Spartakiádní pohár (předchůdce oficiálního Československého poháru; 1× vítěz) - – TJ Rudá hvězda Brno: 1960 |
| Menší úspěchy |
| - Interpohár (3× vítěz) - – TJ Zbrojovka Brno: 1975 (sk. 5), 1976 (sk. 5), 1979 (sk. 6) - Interliga (1× vítěz) - – TJ Zbrojovka Brno: 1982 - Mistrovství Moravy (1× vítěz) - – SK Židenice: 1925/26 - Amatérské mistrovství Československa (1× vítěz) - – SK Židenice: 1926 - Perleťový pohár (5× vítěz) - – TJ Rudá hvězda Brno: 1955; TJ Zbrojovka Brno: 1985, 1989; FC Boby Brno: 1992 ; 1. FC Brno: 2005 - Tipsport liga (3× vítěz) - – 1. FC Brno: 2009; FC Zbrojovka Brno: 2018, 2019 |

### Úspěchy mládeže
| Domácí medaile |
| - Juniorská liga (česká nejvyšší fotbalová soutěž do 21 let; 1× vítěz) - – FC Zbrojovka Brno: 2012/13 - – FC Zbrojovka Brno: 2013/14, 2018/19 - – FC Zbrojovka Brno: 2014/15, 2016/17 - Dorostenecká liga Čech a Moravy (protektorátní nejvyšší fotbalová soutěž do 19 let; 2× vítěz) - – SK Židenice: 1939, 1941 - Dorostenecká liga ČSSR (československá nejvyšší fotbalová soutěž do 19 let; 5× vítěz) - – TJ Zbrojovka Brno: 1976/77, 1978/79, 1979/80, 1982/83, 1987/88 - – TJ Zbrojovka Brno: 1975/76; FC Zbrojovka Brno: 1991/92; FC Boby Brno: 1992/93 - Dorostenecká liga ČSR, ČR (1990–1992) a ČR (od 1993) (česká nejvyšší fotbalová soutěž do 19 let; 3× vítěz) - – TJ Zbrojovka Brno: 1975/76; FC Zbrojovka Brno: 1991/92; FC Boby Brno: 1992/93 - – 1. FC Brno: 2004/05; FC Zbrojovka Brno: 2013/14, 2017/18 - Liga staršího žactva ČR (česká nejvyšší fotbalová soutěž do 15 let; 1× vítěz) - – FC Boby-sport Brno: 1998/99 |

### Prvoligová "nej"
- Nejlepší útok: 1979/80 (59 branek)
- Nejlepší obrana: 1937/38 (27 branek), 1977/78 (25 branek)

### Rekordy v návštěvnosti (ČR)
Od vzniku samostatné ligy u nás byla třicettřikrát překročena hranice dvaceti tisíc diváků na zápase, z čehož dvacetpětkrát se tak stalo v Brně. Prvními 20 nejvyššími návštěvami se stále pyšní starý brněnský stadion Za Lužánkami.
| Nejvyšší návštěvy |                             |                    |          |                                                    |
| Datum             | Zápas                       | Výsledek (poločas) | Návštěva | Poznámka                                           |
| 2. října 1996     | Boby Brno – Slavia Praha    | 1:1 (0:1)          | 44 120   | rekord ligy, nejvyšší návštěva 1996/97 a na Moravě |
| 1. září 1996      | Boby Brno – Drnovice        | 4:1 (2:1)          | 37 150   | -                                                  |
| 24. února 1995    | Boby Brno – Slavia Praha    | 1:2 (0:0)          | 34 770   | nejvyšší návštěva 1994/95                          |
| 27. října 1997    | Boby Brno – Sparta Praha    | 2:1 (1:1)          | 31 730   | nejvyšší návštěva 1997/98                          |
| 30. září 1994     | Boby Brno – Sparta Praha    | 3:1 (0:0)          | 28 695   | -                                                  |
| 12. srpna 1996    | Boby Brno – Sparta Praha    | 2:1 (0:0)          | 28 320   | -                                                  |
| 15. října 1995    | Boby Brno – Drnovice        | 2:2 (0:0)          | 26 872   | nejvyšší návštěva 1995/96                          |
| 2. března 1997    | Boby Brno – Slovan Liberec  | 1:1 (1:0)          | 26 200   | -                                                  |
| 1. června 1995    | Boby Brno – Viktoria Žižkov | 2:0 (0:0)          | 26 122   | -                                                  |
| 11. června 1997   | Boby Brno – Karviná         | 5:1 (3:1)          | 24 811   | -                                                  |
| 23. října 1994    | Boby Brno – Drnovice        | 3:1 (2:0)          | 24 799   | -                                                  |
| 3. listopadu 1996 | Boby Brno – Viktoria Žižkov | 1:1 (1:1)          | 24 750   | -                                                  |
| 18. dubna 1999    | Boby Brno – Sigma Olomouc   | 0:0                | 24 400   | nejvyšší návštěva 1998/99                          |
| 4. listopadu 1994 | Boby Brno – Sigma Olomouc   | 2:0 (1:0)          | 24 152   | -                                                  |
| 11. dubna 1999    | Boby Brno – Baník Ostrava   | 3:0 (1:0)          | 24 100   | -                                                  |
| 18. září 1999     | Boby Brno – Sparta Praha    | 1:1 (0:0)          | 23 800   | nejvyšší návštěva 1999/00                          |
| 25. srpna 1996    | Boby Brno – Sigma Olomouc   | 1:0 (0:0)          | 23 270   | -                                                  |
| 12. března 1995   | Boby Brno – Viktoria Plzeň  | 2:0 (1:0)          | 23 153   | -                                                  |
| 3. srpna 1997     | Boby Brno – Lázně Bohdaneč  | 3:0 (1:0)          | 23 123   | -                                                  |
| 10. října 1993    | Boby Brno – Slavia Praha    | 2:1 (1:1)          | 23 111   | nejvyšší návštěva 1993/94                          |
| 17. srpna 1997    | Boby Brno – Slavia Praha    | 0:2 (0:1)          | 22 640   | -                                                  |
| 25. května 1997   | Boby Brno – Č. Budějovice   | 2:1 (2:0)          | 22 620   | -                                                  |
| 8. března 1999    | Boby Brno – Slavia Praha    | 1:0 (1:0)          | 22 400   | -                                                  |
| 1. března 1998    | Boby Brno – Slovan Liberec  | 0:0                | 22 300   | -                                                  |
| 16. března 1998   | Boby Brno – Baník Ostrava   | 2:0 (1:0)          | 20 500   | -                                                  |

### Hráčské rekordy
| Rekord                                       | Hodnota | Držitel                      | Podrobnosti                                  |
| -------------------------------------------- | ------- | ---------------------------- | -------------------------------------------- |
| Prvoligové branky                            | 118     | Karel Kroupa                 | 29.08.1971–21.03.1982                        |
| Prvoligové hattricky                         | 7       | Karel Kroupa                 | 21.08.1974–23.02.1980                        |
| Prvoligové branky záložníka                  | 56      | Vítězslav Kotásek            | 12.09.1971–18.04.1981                        |
| Prvoligové branky obránce                    | 20      | Petr Křivánek                | 18.04.1993–15.05.2004                        |
| Prvoligové branky v jednom zápase            | 5       | Jan Šimek                    | 1945/46 do sítě SK Pardubice                 |
| Prvoligové branky v jedné sezoně             | 26      | Jan Šimek                    | 1945/46                                      |
| Prvoligové zápasy v řadě se vstřeleným gólem | 11      | Jan Šimek                    | 01.04.1944–18.06.1944 (15.–25. kolo 1943/44) |
| Prvoligové zápasy                            | 317     | Petr Křivánek                | 31.03.1991–21.11.2004                        |
| Prvoligové zápasy v řadě                     | 280     | Rostislav Václavíček         | 01.05.1972–10.06.1981                        |
| Prvoligové zápasy brankáře                   | 246     | Josef Hron                   | 29.09.1974–19.06.1983                        |
| Prvoligové zápasy brankáře s čistým kontem   | 75      | Josef Hron                   | 22.11.1974–28.11.1982                        |
| Prvoligové sezony                            | 14      | Oldřich Rulc a Petr Křivánek | 1933/34–1948, resp. 1990/91–2004/05          |
| Branky v evropských pohárech                 | 8       | Karel Kroupa                 | 13.09.1978–01.10.1980                        |
| Zápasy v evropských pohárech                 | 22      | Karel Komárek                | 31.07.1960–05.10.1966                        |

## Fanoušci
Jejich domovský stadion, legendární stadion Za Lužánkami, býval jedním z nejnavštěvovanějších stadionů na Moravě a celé České republice, a patřil k symbolům Zbrojovky. Bylo na něm překonáno spousta rekordů v návštěvnosti, ale poté, co byl v roce 2001 uzavřen, začalo aktivních fanoušků Zbrojovky na domácích zápasech ubývat. Fanouškům Zbrojovky se přezdívá „Zbrojováci“.
Fanoušci Zbrojovky udržují několik let nadstandardní přátelské vztahy s fanoušky slovenského Slovanu Bratislava. Jejich družba s fanoušky Slovanu se obecně nazývá Ocelová družba. Na zápasech obou klubů se zpravidla provolávají různá hesla na důkaz silného přátelství obou fanouškovských táborů, např.: Slovan je Brno a Brno je Slovan! nebo zkrácené Brno a Slovan.

## Umístění v jednotlivých sezonách
Stručný přehled
Zdroj:
- 1932–1933: 2. asociační liga
- 1933–1934: 1. asociační liga
- 1934–1939: Státní liga
- 1939–1944: Národní liga
- 1945–1946: Státní liga – sk. A
- 1946–1947: Státní liga
- 1947–1948: Moravsko-Slezská Divize
- 1949: Celostátní československé mistrovství
- 1950: Celostátní československé mistrovství II
- 1951: Krajská soutěž – Brno
- 1952–1954: Krajský přebor – Brno
- 1955–1959: Oblastní soutěž – sk. D
- 1959–1960: Oblastní soutěž – sk. C
- 1960–1962: 2. liga – sk. B
- 1962–1967: 1. liga
- 1967–1969: 2. liga – sk. B
- 1969–1971: 2. liga
- 1971–1983: 1. liga
- 1983–1989: 1. ČNFL
- 1989–1991: 1. liga
- 1991–1992: Českomoravská fotbalová liga
- 1992–1993: 1. liga (ČSR)
- 1993–2011: 1. liga (ČR)
- 2011–2012: 2. liga
- 2012–2018: 1. liga
- 2018–2020 : Fotbalová národní liga
- 2020–2021: 1. liga
- 2021–2022 : Fotbalová národní liga
- 2022–2023: 1. liga
- 2023– : Fotbalová národní liga

Jednotlivé ročníky
Zdroj:
Legenda: Z - zápasy, V - výhry, R - remízy, P - porážky, VG - vstřelené góly, OG - obdržené góly, +/- - rozdíl skóre, B - body, červené podbarvení - sestup, zelené podbarvení - postup, fialové podbarvení - reorganizace, změna skupiny či soutěže
| Československo (1932 – 1938)             |                               |                           |                           |                           |                           |                           |                           |                           |                           |                           |                           |                           |                           |                           |
| Sezóny                                   | Liga                          | Úroveň                    | Z                         | V                         | R                         | P                         | VG                        | OG                        | +/-                       | B                         | Pozice                    | Český pohár               | Evropa                    | Evropa                    |
| 1932/33                                  | 2. asociační liga             | 2                         | 18                        | 13                        | 2                         | 3                         | 92                        | 29                        | +63                       | 28                        | 1.                        |                           |                           |                           |
| 1933/34                                  | 1. asociační liga             | 1                         | 18                        | 5                         | 4                         | 9                         | 36                        | 45                        | −9                        | 14                        | 8.                        |                           |                           |                           |
| 1934/35                                  | Státní liga                   | 1                         | 22                        | 11                        | 4                         | 7                         | 42                        | 32                        | +10                       | 26                        | 3.                        |                           |                           |                           |
| 1935/36                                  | Státní liga                   | 1                         | 26                        | 13                        | 6                         | 7                         | 65                        | 42                        | +26                       | 32                        | 4.                        |                           | SEP 1935                  | Čtvrtfinále               |
| 1936/37                                  | Státní liga                   | 1                         | 22                        | 11                        | 2                         | 9                         | 41                        | 52                        | −11                       | 24                        | 7.                        |                           | SEP 1936                  | Osmifinále                |
| 1937/38                                  | Státní liga                   | 1                         | 22                        | 11                        | 4                         | 7                         | 46                        | 27                        | +19                       | 26                        | 3.                        |                           |                           |                           |
| 1938/39                                  | Státní liga                   | 1                         | 20                        | 6                         | 6                         | 8                         | 33                        | 41                        | −8                        | 18                        | 6.                        |                           | SEP 1938                  | Osmifinále                |
| Protektorát Čechy a Morava (1939 – 1944) |                               |                           |                           |                           |                           |                           |                           |                           |                           |                           |                           |                           |                           |                           |
| Sezóna                                   | Liga                          | Úroveň                    | Z                         | V                         | R                         | P                         | VG                        | OG                        | +/-                       | B                         | Pozice                    | Český pohár               | Evropa                    | Evropa                    |
| 1939/40                                  | Národní liga                  | 1                         | 22                        | 9                         | 5                         | 8                         | 38                        | 50                        | −12                       | 23                        | 5.                        |                           |                           |                           |
| 1940/41                                  | Národní liga                  | 1                         | 22                        | 7                         | 4                         | 11                        | 51                        | 68                        | −17                       | 18                        | 10.                       |                           |                           |                           |
| 1941/42                                  | Národní liga                  | 1                         | 22                        | 8                         | 3                         | 11                        | 63                        | 70                        | −7                        | 19                        | 8.                        |                           |                           |                           |
| 1942/43                                  | Národní liga                  | 1                         | 22                        | 12                        | 1                         | 9                         | 60                        | 54                        | +6                        | 25                        | 4.                        |                           |                           |                           |
| 1943/44                                  | Národní liga                  | 1                         | 26                        | 9                         | 6                         | 11                        | 58                        | 61                        | −3                        | 24                        | 8.                        |                           |                           |                           |
| 1944/45                                  | Fotbalová liga se nehrála     | Fotbalová liga se nehrála | Fotbalová liga se nehrála | Fotbalová liga se nehrála | Fotbalová liga se nehrála | Fotbalová liga se nehrála | Fotbalová liga se nehrála | Fotbalová liga se nehrála | Fotbalová liga se nehrála | Fotbalová liga se nehrála | Fotbalová liga se nehrála | Fotbalová liga se nehrála | Fotbalová liga se nehrála | Fotbalová liga se nehrála |
| Československo (1945 – 1993)             |                               |                           |                           |                           |                           |                           |                           |                           |                           |                           |                           |                           |                           |                           |
| Sezóny                                   | Liga                          | Úroveň                    | Z                         | V                         | R                         | P                         | VG                        | OG                        | +/-                       | B                         | Pozice                    | Český pohár               | Evropa                    | Evropa                    |
| 1945/46                                  | Státní liga – sk. B           | 1                         | 18                        | 12                        | 1                         | 5                         | 61                        | 43                        | +18                       | 25                        | 3.                        |                           |                           |                           |
| 1946/47                                  | Státní liga                   | 1                         | 26                        | 10                        | 2                         | 14                        | 64                        | 78                        | −14                       | 22                        | 11.                       |                           |                           |                           |
| 1947/48                                  | Moravsko-Slezská Divize       | 2                         | 30                        | 24                        | 2                         | 4                         | 113                       | 49                        | +64                       | 50                        | 1.                        |                           |                           |                           |
| 1948                                     | Státní liga                   | 1                         | 13                        | 3                         | 2                         | 8                         | 21                        | 43                        | −22                       | 8                         | 13.                       |                           |                           |                           |
| 1949                                     | Celostátní čs. mistrovství    | 1                         | 26                        | 6                         | 5                         | 15                        | 47                        | 94                        | −47                       | 17                        | 12.                       |                           |                           |                           |
| 1950                                     | Celostátní čs. mistrovství II | 2                         | 22                        | 10                        | 4                         | 8                         | 48                        | 44                        | +4                        | 24                        | 6.                        |                           |                           |                           |
| 1951                                     | Krajská soutěž – Brno         | 2                         | 18                        | 10                        | 3                         | 5                         | 48                        | 33                        | +15                       | 23                        | 5.                        |                           |                           |                           |
| 1952                                     | Krajský přebor – Brno         | 2                         | 22                        | 21                        | 0                         | 1                         | 116                       | 16                        | +100                      | 42                        | 1.                        |                           |                           |                           |
| 1953                                     | Krajský přebor – Brno         | 3                         | 11                        | 6                         | 1                         | 4                         | 25                        | 22                        | +3                        | 13                        | 6.                        |                           |                           |                           |
| 1954                                     | Krajský přebor – Brno         | 3                         | 22                        | 14                        | 2                         | 6                         | 81                        | 36                        | +45                       | 30                        | 2.                        |                           |                           |                           |
| 1955                                     | Oblastní soutěž – sk. D       | 3                         | 22                        | 10                        | 4                         | 8                         | 56                        | 43                        | +13                       | 23                        | 4.                        |                           |                           |                           |
| 1956                                     | Oblastní soutěž – sk. D       | 3                         | 22                        | 11                        | 2                         | 9                         | 47                        | 37                        | +10                       | 24                        | 3.                        |                           |                           |                           |
| 1957/58                                  | Oblastní soutěž – sk. D       | 3                         | 33                        | 12                        | 11                        | 10                        | 63                        | 57                        | +6                        | 35                        | 6.                        |                           |                           |                           |
| 1958/59                                  | Oblastní soutěž – sk. D       | 3                         | 26                        | 13                        | 7                         | 6                         | 56                        | 34                        | +22                       | 33                        | 2.                        |                           |                           |                           |
| 1959/60                                  | Oblastní soutěž – sk. C       | 3                         | 26                        | 16                        | 5                         | 5                         | 67                        | 24                        | +43                       | 37                        | 1.                        |                           |                           |                           |
| 1960/61                                  | 2. liga – sk. B               | 2                         | 22                        | 9                         | 5                         | 8                         | 35                        | 38                        | −3                        | 23                        | 5.                        | 2. kolo                   |                           |                           |
| 1961/62                                  | 2. liga – sk. B               | 2                         | 22                        | 9                         | 3                         | 10                        | 42                        | 50                        | −8                        | 21                        | 8.                        | 2. kolo                   |                           |                           |
| 1962/63                                  | 1. liga                       | 1                         | 26                        | 9                         | 7                         | 10                        | 34                        | 37                        | −3                        | 25                        | 9.                        | 3. kolo                   | PVM                       | 1. kolo                   |
| 1963/64                                  | 1. liga                       | 1                         | 26                        | 7                         | 11                        | 8                         | 31                        | 32                        | −1                        | 25                        | 9.                        | 1. kolo                   | PVM                       | Čtvrtfinále               |
| 1964/65                                  | 1. liga                       | 1                         | 26                        | 7                         | 10                        | 9                         | 19                        | 26                        | −7                        | 24                        | 11.                       | 3. kolo                   | PVM                       | 3. kolo                   |
| 1965/66                                  | 1. liga                       | 1                         | 26                        | 5                         | 12                        | 9                         | 21                        | 31                        | −10                       | 22                        | 10.                       | 2. kolo                   | PVM                       | 3. kolo                   |
| 1966/67                                  | 1. liga                       | 1                         | 26                        | 7                         | 3                         | 16                        | 24                        | 49                        | −25                       | 17                        | 13.                       | 2. kolo                   | VP                        | 1. kolo                   |
| 1967/68                                  | 2. liga – sk. B               | 2                         | 26                        | 11                        | 4                         | 11                        | 43                        | 34                        | +9                        | 26                        | 6.                        | 3. kolo                   |                           |                           |
| 1968/69                                  | 2. liga – sk. B               | 2                         | 26                        | 12                        | 1                         | 13                        | 28                        | 30                        | −2                        | 25                        | 9.                        | 2. kolo                   |                           |                           |
| 1969/70                                  | 2. liga                       | 2                         | 30                        | 14                        | 6                         | 10                        | 35                        | 29                        | +6                        | 34                        | 5.                        | 4. kolo                   |                           |                           |
| 1970/71                                  | 2. liga                       | 2                         | 30                        | 20                        | 6                         | 4                         | 54                        | 18                        | +36                       | 46                        | 1.                        | 2. kolo                   |                           |                           |
| 1971/72                                  | 1. liga                       | 1                         | 30                        | 8                         | 9                         | 13                        | 42                        | 61                        | −19                       | 25                        | 14.                       | 3. kolo                   |                           |                           |
| 1972/73                                  | 1. liga                       | 1                         | 30                        | 10                        | 7                         | 13                        | 43                        | 45                        | −2                        | 27                        | 12.                       | Semifinále                |                           |                           |
| 1973/74                                  | 1. liga                       | 1                         | 30                        | 12                        | 5                         | 13                        | 33                        | 37                        | −4                        | 29                        | 10.                       | 2. kolo                   |                           |                           |
| 1974/75                                  | 1. liga                       | 1                         | 30                        | 12                        | 8                         | 10                        | 37                        | 40                        | −3                        | 32                        | 4.                        | Čtvrtfinále               |                           |                           |
| 1975/76                                  | 1. liga                       | 1                         | 30                        | 11                        | 9                         | 10                        | 35                        | 28                        | +7                        | 31                        | 7.                        | 3. kolo                   |                           |                           |
| 1976/77                                  | 1. liga                       | 1                         | 30                        | 13                        | 9                         | 8                         | 49                        | 40                        | +9                        | 35                        | 4.                        | Semifinále                |                           |                           |
| 1977/78                                  | 1. liga                       | 1                         | 30                        | 18                        | 7                         | 5                         | 64                        | 25                        | +39                       | 43                        | 1.                        | 3. kolo                   |                           |                           |
| 1978/79                                  | 1. liga                       | 1                         | 30                        | 13                        | 9                         | 8                         | 55                        | 32                        | +23                       | 35                        | 3.                        | Čtvrtfinále               | PMEZ                      | 2. kolo                   |
| 1979/80                                  | 1. liga                       | 1                         | 30                        | 15                        | 6                         | 9                         | 59                        | 39                        | +20                       | 36                        | 2.                        | 3. kolo                   | UEFA                      | Čtvrtfinále               |
| 1980/81                                  | 1. liga                       | 1                         | 30                        | 10                        | 8                         | 12                        | 42                        | 45                        | −3                        | 28                        | 12.                       | 3. kolo                   | UEFA                      | 2. kolo                   |
| 1981/82                                  | 1. liga                       | 1                         | 30                        | 11                        | 6                         | 13                        | 32                        | 38                        | −6                        | 28                        | 11.                       | Čtvrtfinále               |                           |                           |
| 1982/83                                  | 1. liga                       | 1                         | 30                        | 8                         | 7                         | 15                        | 43                        | 52                        | −9                        | 23                        | 15.                       | 9. kolo                   |                           |                           |
| 1983/84                                  | 1. ČNFL                       | 2                         | 30                        | 15                        | 5                         | 10                        | 47                        | 34                        | +13                       | 35                        | 2.                        | 5. kolo                   |                           |                           |
| 1984/85                                  | 1. ČNFL                       | 2                         | 30                        | 21                        | 5                         | 4                         | 45                        | 20                        | +25                       | 47                        | 1.                        | 1. kolo                   |                           |                           |
| 1985/86                                  | 1. ČNFL                       | 2                         | 30                        | 15                        | 4                         | 11                        | 52                        | 31                        | +21                       | 34                        | 5.                        | 4. kolo                   |                           |                           |
| 1986/87                                  | 1. ČNFL                       | 2                         | 30                        | 18                        | 5                         | 7                         | 56                        | 19                        | +37                       | 41                        | 2.                        | 2. kolo                   |                           |                           |
| 1987/88                                  | 1. ČNFL                       | 2                         | 28                        | 18                        | 6                         | 4                         | 54                        | 17                        | +37                       | 42                        | 2.                        | Semifinále                |                           |                           |
| 1988/89                                  | 1. ČNFL                       | 2                         | 30                        | 20                        | 6                         | 4                         | 62                        | 21                        | +41                       | 46                        | 1.                        | 4. kolo                   |                           |                           |
| 1989/90                                  | 1. liga                       | 1                         | 30                        | 10                        | 7                         | 13                        | 40                        | 49                        | −9                        | 27                        | 12.                       | Čtvrtfinále               |                           |                           |
| 1990/91                                  | 1. liga                       | 1                         | 30                        | 2                         | 8                         | 20                        | 19                        | 52                        | −33                       | 12                        | 16.                       | 3. kolo                   |                           |                           |
| 1991/92                                  | ČMFL                          | 2                         | 30                        | 18                        | 7                         | 5                         | 56                        | 24                        | +32                       | 43                        | 1.                        | Semifinále                |                           |                           |
| 1992/93                                  | 1. liga                       | 1                         | 30                        | 13                        | 5                         | 12                        | 40                        | 51                        | −11                       | 31                        | 8.                        | Finále                    |                           |                           |
| Česko (1993 – )                          |                               |                           |                           |                           |                           |                           |                           |                           |                           |                           |                           |                           |                           |                           |
| Sezóny                                   | Liga                          | Úroveň                    | Z                         | V                         | R                         | P                         | VG                        | OG                        | +/-                       | B                         | Pozice                    | Český pohár               | Evropa                    | Evropa                    |
| 1993/94                                  | 1. liga                       | 1                         | 30                        | 10                        | 6                         | 14                        | 38                        | 46                        | −8                        | 26                        | 12.                       | Čtvrtfinále               | PVP                       | 1. kolo                   |
| 1994/95                                  | 1. liga                       | 1                         | 30                        | 15                        | 9                         | 6                         | 52                        | 27                        | +25                       | 54                        | 3.                        | 3. kolo                   |                           |                           |
| 1995/96                                  | 1. liga                       | 1                         | 30                        | 12                        | 7                         | 11                        | 39                        | 42                        | −3                        | 43                        | 8.                        | 2. kolo                   | PI                        | Základní skupina          |
| 1996/97                                  | 1. liga                       | 1                         | 30                        | 14                        | 10                        | 6                         | 44                        | 35                        | +9                        | 52                        | 4.                        | Čtvrtfinále               |                           |                           |
| 1997/98                                  | Gambrinus liga                | 1                         | 30                        | 10                        | 7                         | 13                        | 42                        | 42                        | 0                         | 37                        | 10.                       | Semifinále                | UEFA                      | 2. předkolo               |
| 1998/99                                  | Gambrinus liga                | 1                         | 30                        | 11                        | 8                         | 11                        | 37                        | 33                        | +4                        | 41                        | 7.                        | Čtvrtfinále               | PI                        | 2. kolo                   |
| 1999/00                                  | Gambrinus liga                | 1                         | 30                        | 12                        | 6                         | 12                        | 35                        | 33                        | +2                        | 42                        | 4.                        | Osmifinále                | PI                        | 1. kolo                   |
| 2000/01                                  | Gambrinus liga                | 1                         | 30                        | 7                         | 9                         | 14                        | 24                        | 35                        | −9                        | 30                        | 13.                       | Osmifinále                |                           |                           |
| 2001/02                                  | Gambrinus liga                | 1                         | 30                        | 10                        | 10                        | 10                        | 34                        | 42                        | −8                        | 40                        | 8.                        | Osmifinále                |                           |                           |
| 2002/03                                  | Gambrinus liga                | 1                         | 30                        | 10                        | 9                         | 11                        | 35                        | 31                        | +4                        | 39                        | 9.                        | Osmifinále                | PI                        | 1. kolo                   |
| 2003/04                                  | Gambrinus liga                | 1                         | 30                        | 7                         | 9                         | 14                        | 33                        | 43                        | −10                       | 30                        | 14.                       | Čtvrtfinále               | PI                        | Semifinále                |
| 2004/05                                  | Gambrinus liga                | 1                         | 30                        | 9                         | 6                         | 15                        | 30                        | 42                        | −12                       | 33                        | 11.                       | 3. kolo                   |                           |                           |
| 2005/06                                  | Gambrinus liga                | 1                         | 30                        | 7                         | 14                        | 9                         | 35                        | 36                        | −1                        | 35                        | 12.                       | Semifinále                |                           |                           |
| 2006/07                                  | Gambrinus liga                | 1                         | 30                        | 13                        | 7                         | 10                        | 34                        | 32                        | +2                        | 46                        | 5.                        | 2. kolo                   |                           |                           |
| 2007/08                                  | Gambrinus liga                | 1                         | 30                        | 16                        | 7                         | 7                         | 43                        | 32                        | +11                       | 55                        | 4.                        | Semifinále                |                           |                           |
| 2008/09                                  | Gambrinus liga                | 1                         | 30                        | 9                         | 8                         | 13                        | 32                        | 36                        | −4                        | 35                        | 11.                       | 3. kolo                   |                           |                           |
| 2009/10                                  | Gambrinus liga                | 1                         | 30                        | 9                         | 8                         | 13                        | 31                        | 40                        | −9                        | 35                        | 11.                       | 3. kolo                   |                           |                           |
| 2010/11                                  | Gambrinus liga                | 1                         | 30                        | 7                         | 3                         | 20                        | 33                        | 55                        | −22                       | 24                        | 15.                       | Čtvrtfinále               |                           |                           |
| 2011/12                                  | 2. liga                       | 2                         | 30                        | 13                        | 10                        | 7                         | 37                        | 29                        | +8                        | 49                        | 4.                        | 3. kolo                   |                           |                           |
| 2012/13                                  | Gambrinus liga                | 1                         | 30                        | 9                         | 5                         | 16                        | 34                        | 53                        | −19                       | 32                        | 13.                       | 2. kolo                   |                           |                           |
| 2013/14                                  | Gambrinus liga                | 1                         | 30                        | 10                        | 7                         | 13                        | 32                        | 42                        | −10                       | 37                        | 9.                        | Semifinále                |                           |                           |
| 2014/15                                  | Synot liga                    | 1                         | 30                        | 9                         | 6                         | 15                        | 34                        | 45                        | −11                       | 33                        | 14.                       | 3. kolo                   |                           |                           |
| 2015/16                                  | Synot liga                    | 1                         | 30                        | 14                        | 5                         | 11                        | 37                        | 38                        | −1                        | 47                        | 6.                        | 4. kolo                   |                           |                           |
| 2016/17                                  | ePojisteni.cz liga            | 1                         | 30                        | 6                         | 14                        | 10                        | 32                        | 45                        | −13                       | 32                        | 12.                       | Čtvrtfinále               |                           |                           |
| 2017/18                                  | HET liga                      | 1                         | 30                        | 6                         | 6                         | 18                        | 20                        | 43                        | –23                       | 24                        | 16.                       | 2. kolo                   |                           |                           |
| 2018/19                                  | Fotbalová národní liga        | 2                         | 30                        | 17                        | 6                         | 7                         | 63                        | 31                        | +32                       | 57                        | 3.                        | 3. kolo                   |                           |                           |
| 2019/20                                  | Fotbalová národní liga        | 2                         | 30                        | 20                        | 7                         | 3                         | 75                        | 29                        | +46                       | 67                        | 2.                        | 3. kolo                   |                           |                           |
| 2020/21                                  | Fortuna:Liga                  | 1                         | 34                        | 5                         | 11                        | 18                        | 33                        | 57                        | –24                       | 26                        | 16.                       | Osmifinále                |                           |                           |
| 2021/22                                  | Fortuna:Národní liga          | 2                         | 30                        | 22                        | 3                         | 5                         | 61                        | 29                        | +32                       | 69                        | 1.                        | 3. kolo                   |                           |                           |
| 2022/23                                  | Fortuna:Liga                  | 1                         | 35                        | 8                         | 9                         | 18                        | 41                        | 64                        | –23                       | 33                        | 16.                       | Čtvrtfinále               |                           |                           |
| 2023/24                                  | Fortuna:Národní liga          | 2                         | 30                        | 11                        | 6                         | 13                        | 41                        | 42                        | –1                        | 39                        | 9.                        | 3. kolo                   |                           |                           |
| 2024/25                                  | Chance Národní liga           | 2                         | 30                        | 9                         | 12                        | 9                         | 39                        | 41                        | –2                        | 39                        | 7.                        | 3. kolo                   |                           |                           |

Poznámky:
- 1952: Klub neuspěl v dodatečném kvalifikačním souboji s RH Brno o postup do opětovně vzniknuvší (od 1953) 2. ligy.
- 1955: Klubu byl odňat 1 bod.
- 1961/62: Došlo k fúzi mezi z 2. ligy postoupivší RH Brno a Spartakem ZJŠ Brno.
- 1984/85: O příčinách nepostupu Zbrojovky z 1. místa se dočtete zde.
- 2011/12: Vítězný tým FK Ústí nad Labem opakovaně nesplnil podmínky pro regulérnost stadionu, proto byl postup nabídnut v pořadí třetímu FK Baník Sokolov. Ten se z důvodu diváckého nezájmu postupu zřekl, i přes dosažený historicky největší úspěch klubu jeho průměrné domácí návštěvy nepřesáhly 1 000 diváků. Spolu s druhou Vysočinou Jihlava tak postoupila ze čtvrtého místa právě Zbrojovka, a vrátila se tak po pouhém roce do nejvyšší soutěže.
- 2018/19: V této sezóně sehrálo zbrojovácké mužstvo baráž o 1. ligu s prvoligovou Příbramí. Po celkovém skóre 3:3 (1. zápas – 3:3, 2. zápas – 0:0) klub setrval ve FNL.
- 2021/22: Klub získal jistotu postupu již 27. 4. 2022, čtyři kola před koncem sezóny.

## Účast v evropských pohárech
Zdroj:
Legenda: SEP – Středoevropský pohár, VP – Veletržní pohár, PMEZ – Pohár mistrů evropských zemí, PVP – Pohár vítězů pohárů, LM – Liga mistrů UEFA, UEFA – Pohár UEFA, EL – Evropská liga UEFA, SP – Superpohár UEFA, PI – Pohár Intertoto, IP – Interkontinentální pohár, MS – Mistrovství světa ve fotbale klubů 
 Pozn.: V závorce u daného ročníkového maxima je uveden přemožitel daného klubu, není-li v závorce uvedeno jinak.
- SEP 1935 – Čtvrtfinále (Ferencvárosi TC)
- SEP 1936 – Osmifinále (AS Ambrosiana Inter)
- SEP 1938 – Osmifinále (Ferencvárosi TC)
- PVP 1960/1961 – Čtvrtfinále (GNK Dinamo Zagreb)
- VP 1962/1963 – 1. kolo (FC Petrolul Ploiești)
- VP 1963/1964 – Čtvrtfinále (RFC de Liège)
- VP 1964/1965 – 1. kolo (Ferencvárosi TC)
- VP 1965/1966 – 3. kolo (Dunfermline Athletic FC)
- VP 1966/1967 – 1. kolo (GNK Dinamo Zagreb)
- PMEZ 1978/1979 – 2. kolo (Wisla Krakov)
- UEFA 1979/1980 – Čtvrtfinále (Eintracht Frankfurt)
- UEFA 1980/1981 – 2. kolo (Real Sociedad)
- PVP 1993/1994 – 1. kolo (Bayer 04 Leverkusen)
- PI 1995 – Základní skupina 9 (4. místo – 1. Ceahlăul Piatra Neamţ, 2. FC Groningen, 3. KSK Beveren)
- UEFA 1997/1998 – 1. kolo (SK Rapid Wien)
- PI 1998 – 2. kolo (RCD Espanyol)
- PI 1999 – 2. kolo (FC Basel)
- PI 2002 – 1. kolo (FC Ašdod)
- PI 2003 – Semifinále (Villarreal CF)

## Trenéři
| - Václav Vohralík (1932–34) - Jenő Konrád (1934–35) - Antonín Carvan (1935–38) - Josef Kuchynka (1938–41) - Vlastimil Borecký (1941–42) - Josef Smolka (1942–43) - Josef Eremiáš (1943–46) - František Holas (1946) - Jan Smolka (1946) - Matthias Kaburek (1947) - Josef Eremiáš (1947–48) - Jan Smolka (1948-49) - Josef Košťálek (1950) - Josef Eremiáš (1951–52) - Eduard Farda (1953–57) - Josef Bican (1957) - Josef Machata (1958) - František Čejka (1958–59) - Svatoslav Vrbka (1960) - František Zapletal (1960–62) - Rudolf Krčil (1962) - Alfréd Sezemský (1963) - František Zapletal (1964) | - Karel Kolský (1964–66) - Karel Nepala (1966) - František Čejka (1967) - Josef Jaroš (1967) - Karel Kohlík (1967) - Vratislav Dittrich (1967–68) - Theodor Reimann (1968–69) - Zdeněk Hajský (1969–71) - Alfréd Sezemský (1972) - František Havránek (1972–76) - Josef Masopust (1976–80) - Valerián Švec (1980–81) - Karel Brückner (1981–83) - Josef Bouška (1983) - Viliam Padúch (1984) - Ján Zachar (1984–85) - Ivan Hrdlička (1985–87) - Rudolf Skarka (1987) - Petr Pálka (1987–88) - František Harašta (1988) - František Cipro (1989–90) - Viliam Padúch (1990) - Karol Dobiaš (1990–93) | - Josef Masopust (1993) - Vladimír Táborský (1993–94) - Karel Večeřa (1994) - Petr Uličný (1994–96) - Karel Večeřa (1996–98) - Karel Jarůšek (1998–00) - Pavel Tobiáš (2000–01) - Karel Večeřa (2001–03) - Stanislav Schwarz (2003) - Karel Jarůšek (2004–05) - Jiří Kotrba (2005) - Josef Mazura (2005–07) - Petr Uličný (2007–08) - Miroslav Beránek (2008–10) - Karel Večeřa (2010–11) - René Wagner (2011) - Róbert Kafka (2011) - Petr Čuhel (2012–13) - Ludevít Grmela (2013) - Václav Kotal (2013–16) - Svatopluk Habanec (2016–17) - Richard Dostálek a Lukáš Přerost (2017) | - Roman Pivarník (2017–18) - Pavel Šustr (2018–19) - Miloslav Machálek (2019–20) - Richard Dostálek (2020–2023) - Martin Hašek (2023) - Luděk Klusáček (2023) - Tomáš Polách (2023–24) |

## FC Zbrojovka Brno „B“
FC Zbrojovka Brno „B“ je rezervní tým brněnské Zbrojovky, jehož novodobá historie započala fúzí Zbrojovky (tehdy Spartak ZJŠ Brno) s RH Brno k 1. červenci 1962. Největšího úspěchu dosáhl hned v první sezoně 1962/63. Vyhrál svou skupinu 2. nejvyšší soutěže a kvalifikoval se tak do nejvyšší soutěže pro ročník 1963/64, nemohl však do ní zasáhnout, jelikož zde startovalo A-mužstvo (podrobnosti zde). Ve druhé lize klub působil celkem pět sezón (1962/63, 1963/64, 2003/04, 2004/05 a 2005/06). Po sezoně 2011/12 se přechodem z Moravskoslezské fotbalové ligy do juniorské ligy vyčlenil z mužských soutěží FAČR. K obnovení rezervního týmu došlo po zrušení této mládežnické ligy v roce 2019.
Roku 2019 začalo béčko nastupovat v Divizi D, kde vždy patřilo k nejlepším týmům. Na ročník 2022/2023 byla z důvodu reorganizace počtu účastníků divizí Zbrojovka „B“ přeřazena do Divize E, kde skončila pátá. Pak byla zase vrácena do Divize D, kde si v sezóně 2023/24 již v předstihu během jara zajistila vítězství (náskok 15 bodů tři kola před koncem). Postup B-mužstva do třetí ligy mohlo ohrozit jen pokud by trápící se A-mužstvo do této soutěže spadlo, to se ale nakonec ve druhé lize zachránilo. 
Zbrojovka „B“ tak v sezóně 2024/25 po 12 letech opět nastupuje v MSFL, kde se potkává s dalším brněnským klubem TJ Start Brno z Lesné. Z hlediska zastoupení Brna ve 3. lize pak „nahradila“ klub TJ Tatran Bohunice, který naopak sestoupil zpátky do divize. 

### Umístění v jednotlivých sezonách
Stručný přehled
Zdroj:
- 1946–1947: I. B třída BZMŽF – III. okrsek
- 1947–1948: I. B třída BZMŽF – II. okrsek
- 1956: II. třída Brněnského kraje – sk. D
- 1957–1959: I. B třída Brněnského kraje – sk. B
- 1959–1960: II. třída Brněnského kraje – sk. A
- 1960–1962: Brněnský městský přebor
- 1962–1964: 2. liga – sk. B
- 1964–1965: Jihomoravský krajský přebor
- 1965–1967: Jihomoravský oblastní přebor
- 1967–1969: Divize D
- 1969–1970: 3. liga – sk. B
- 1970–1977: Divize D
- 1977–1984: bez soutěže
- 1984–1985: Jihomoravská krajská soutěž I. třídy – sk. C
- 1985–1986: Jihomoravský krajský přebor – sk. A
- 1986–1990: Jihomoravský krajský přebor
- 1990–1993: Divize D
- 1993–2003: Moravskoslezská fotbalová liga
- 2003–2006: 2. liga
- 2006–2012: Moravskoslezská fotbalová liga
- 2012–2019: bez soutěže
- 2019–22: Divize D
- 2022–23: Divize E
- 2023–24: Divize D

Jednotlivé ročníky
Zdroj:
Legenda: Z - zápasy, V - výhry, R - remízy, P - porážky, VG - vstřelené góly, OG - obdržené góly, +/- - rozdíl skóre, B - body, červené podbarvení - sestup, zelené podbarvení - postup, fialové podbarvení - reorganizace, změna skupiny či soutěže
| Československo (1946 – 1993) |                                              |                                             |                                             |                                             |                                             |                                             |                                             |                                             |                                             |                                             |                                             |                                             |
| Sezóny                       | Liga                                         | Úroveň                                      | Z                                           | V                                           | R                                           | P                                           | VG                                          | OG                                          | +/-                                         | B                                           | Pozice                                      |                                             |
| 1946/47                      | I. B třída BZMŽF – III. okrsek               | 4                                           | 26                                          | 15                                          | 3                                           | 8                                           | 108                                         | 45                                          | +63                                         | 33                                          | 4.                                          |                                             |
| 1947/48                      | I. B třída BZMŽF – II. okrsek                | 4                                           | 21                                          | 11                                          | 2                                           | 8                                           | 80                                          | 44                                          | +36                                         | 24                                          | 3.                                          |                                             |
| ...                          |                                              |                                             |                                             |                                             |                                             |                                             |                                             |                                             |                                             |                                             |                                             |                                             |
| 1956                         | II. třída Brněnského kraje – sk. D           | 6                                           | 22                                          | 15                                          | 1                                           | 6                                           | 94                                          | 48                                          | +46                                         | 31                                          | 2.                                          |                                             |
| 1957/58                      | I. B třída Brněnského kraje – sk. B          | 5                                           | 33                                          | 12                                          | 3                                           | 18                                          | 81                                          | 127                                         | −46                                         | 27                                          | 11.                                         |                                             |
| 1958/59                      | I. B třída Brněnského kraje – sk. B          | 5                                           | 22                                          | 7                                           | 1                                           | 14                                          | 44                                          | 85                                          | −41                                         | 15                                          | 11.                                         |                                             |
| 1959/60                      | II. třída Brněnského kraje – sk. A           | 6                                           | 22                                          | 16                                          | 2                                           | 4                                           | 83                                          | 35                                          | +48                                         | 34                                          | 1.                                          |                                             |
| 1960/61                      | Brněnský městský přebor                      | 5                                           | 26                                          | 14                                          | 5                                           | 7                                           | 58                                          | 41                                          | +17                                         | 33                                          | 5.                                          |                                             |
| 1961/62                      | Brněnský městský přebor                      | 5                                           | 26                                          | 7                                           | 6                                           | 13                                          | 49                                          | 55                                          | −6                                          | 20                                          | 11.                                         |                                             |
| 1962/63                      | 2. liga – sk. B                              | 2                                           | 26                                          | 18                                          | 3                                           | 5                                           | 57                                          | 25                                          | +32                                         | 39                                          | 1.                                          |                                             |
| 1963/64                      | 2. liga – sk. B                              | 2                                           | 26                                          | 7                                           | 4                                           | 15                                          | 32                                          | 45                                          | −13                                         | 18                                          | 12.                                         |                                             |
| 1964/65                      | Jihomoravský krajský přebor                  | 3                                           | 26                                          | 10                                          | 9                                           | 7                                           | 54                                          | 39                                          | +15                                         | 29                                          | 6.                                          |                                             |
| 1965/66                      | Jihomoravský oblastní přebor                 | 4                                           | 26                                          | 10                                          | 4                                           | 12                                          | 46                                          | 43                                          | +3                                          | 24                                          | 8.                                          |                                             |
| 1966/67                      | Jihomoravský oblastní přebor                 | 4                                           | 26                                          | 18                                          | 6                                           | 2                                           | 61                                          | 17                                          | +44                                         | 42                                          | 1.                                          |                                             |
| 1967/68                      | Divize D                                     | 3                                           | 26                                          | 8                                           | 5                                           | 13                                          | 35                                          | 45                                          | −10                                         | 21                                          | 10.                                         |                                             |
| 1968/69                      | Divize D                                     | 3                                           | 26                                          | 9                                           | 10                                          | 7                                           | 38                                          | 35                                          | +3                                          | 28                                          | 7.                                          |                                             |
| 1969/70                      | 3. liga – sk. B                              | 3                                           | 30                                          | 9                                           | 5                                           | 16                                          | 32                                          | 58                                          | −26                                         | 23                                          | 15.                                         |                                             |
| 1970/71                      | Divize D                                     | 4                                           | 30                                          | 9                                           | 9                                           | 12                                          | 39                                          | 54                                          | −15                                         | 27                                          | 10.                                         |                                             |
| 1971/72                      | Divize D                                     | 4                                           | 30                                          | 18                                          | 5                                           | 7                                           | 54                                          | 24                                          | +30                                         | 41                                          | 2.                                          |                                             |
| 1972/73                      | Divize D                                     | 4                                           | 30                                          | 14                                          | 10                                          | 6                                           | 44                                          | 25                                          | +19                                         | 38                                          | 2.                                          |                                             |
| 1973/74                      | Divize D                                     | 4                                           | 30                                          | 10                                          | 10                                          | 10                                          | 34                                          | 27                                          | +7                                          | 30                                          | 6.                                          |                                             |
| 1974/75                      | Divize D                                     | 4                                           | 30                                          | 15                                          | 5                                           | 10                                          | 48                                          | 38                                          | +10                                         | 35                                          | 4.                                          |                                             |
| 1975/76                      | Divize D                                     | 4                                           | 30                                          | 12                                          | 7                                           | 11                                          | 37                                          | 31                                          | +6                                          | 31                                          | 7.                                          |                                             |
| 1976/77                      | Divize D                                     | 4                                           | 30                                          | 10                                          | 10                                          | 10                                          | 38                                          | 37                                          | +1                                          | 30                                          | 6.                                          |                                             |
| 1977–1984                    | B-mužstvo nebylo přihlášeno v žádné soutěži  | B-mužstvo nebylo přihlášeno v žádné soutěži | B-mužstvo nebylo přihlášeno v žádné soutěži | B-mužstvo nebylo přihlášeno v žádné soutěži | B-mužstvo nebylo přihlášeno v žádné soutěži | B-mužstvo nebylo přihlášeno v žádné soutěži | B-mužstvo nebylo přihlášeno v žádné soutěži | B-mužstvo nebylo přihlášeno v žádné soutěži | B-mužstvo nebylo přihlášeno v žádné soutěži | B-mužstvo nebylo přihlášeno v žádné soutěži | B-mužstvo nebylo přihlášeno v žádné soutěži | B-mužstvo nebylo přihlášeno v žádné soutěži |
| 1984/85                      | Jihomoravská krajská soutěž I. třídy – sk. C | 6                                           | 30                                          | 20                                          | 6                                           | 4                                           | 57                                          | 26                                          | +31                                         | 46                                          | 1.                                          |                                             |
| 1985/86                      | Jihomoravský krajský přebor – sk. A          | 5                                           | 26                                          | 10                                          | 9                                           | 7                                           | 41                                          | 24                                          | +17                                         | 29                                          | 7.                                          |                                             |
| 1986/87                      | Jihomoravský krajský přebor                  | 5                                           | 26                                          | 9                                           | 8                                           | 9                                           | 33                                          | 43                                          | −10                                         | 26                                          | 6.                                          |                                             |
| 1987/88                      | Jihomoravský krajský přebor                  | 5                                           | 26                                          | 9                                           | 6                                           | 11                                          | 49                                          | 47                                          | +2                                          | 24                                          | 8.                                          |                                             |
| 1988/89                      | Jihomoravský krajský přebor                  | 5                                           | 26                                          | 10                                          | 4                                           | 12                                          | 55                                          | 33                                          | +22                                         | 24                                          | 6.                                          |                                             |
| 1989/90                      | Jihomoravský krajský přebor                  | 5                                           | 26                                          | 18                                          | 4                                           | 4                                           | 59                                          | 19                                          | +40                                         | 40                                          | 1.                                          |                                             |
| 1990/91                      | Divize D                                     | 4                                           | 30                                          | 9                                           | 8                                           | 13                                          | 38                                          | 47                                          | −9                                          | 26                                          | 12.                                         |                                             |
| 1991/92                      | Divize D                                     | 4                                           | 30                                          | 7                                           | 12                                          | 11                                          | 33                                          | 37                                          | −4                                          | 26                                          | 11.                                         |                                             |
| 1992/93                      | Divize D                                     | 4                                           | 30                                          | 22                                          | 4                                           | 4                                           | 78                                          | 25                                          | +53                                         | 48                                          | 1.                                          |                                             |
| Česko (1993 – )              |                                              |                                             |                                             |                                             |                                             |                                             |                                             |                                             |                                             |                                             |                                             |                                             |
| Sezóny                       | Liga                                         | Úroveň                                      | Z                                           | V                                           | R                                           | P                                           | VG                                          | OG                                          | +/-                                         | B                                           | Pozice                                      |                                             |
| 1993/94                      | Moravskoslezská fotbalová liga               | 3                                           | 30                                          | 13                                          | 6                                           | 11                                          | 36                                          | 39                                          | −3                                          | 32                                          | 8.                                          |                                             |
| 1994/95                      | Moravskoslezská fotbalová liga               | 3                                           | 30                                          | 9                                           | 8                                           | 13                                          | 46                                          | 45                                          | +1                                          | 35                                          | 10.                                         |                                             |
| 1995/96                      | Moravskoslezská fotbalová liga               | 3                                           | 28                                          | 10                                          | 7                                           | 11                                          | 37                                          | 39                                          | −2                                          | 37                                          | 10.                                         |                                             |
| 1996/97                      | Moravskoslezská fotbalová liga               | 3                                           | 28                                          | 9                                           | 7                                           | 12                                          | 30                                          | 37                                          | −7                                          | 34                                          | 11.                                         |                                             |
| 1997/98                      | Moravskoslezská fotbalová liga               | 3                                           | 30                                          | 9                                           | 8                                           | 13                                          | 28                                          | 39                                          | −11                                         | 35                                          | 13.                                         |                                             |
| 1998/99                      | Moravskoslezská fotbalová liga               | 3                                           | 30                                          | 12                                          | 9                                           | 9                                           | 41                                          | 38                                          | +3                                          | 45                                          | 6.                                          |                                             |
| 1999/00                      | Moravskoslezská fotbalová liga               | 3                                           | 28                                          | 10                                          | 10                                          | 8                                           | 37                                          | 31                                          | +6                                          | 40                                          | 6.                                          |                                             |
| 2000/01                      | Moravskoslezská fotbalová liga               | 3                                           | 30                                          | 12                                          | 8                                           | 10                                          | 45                                          | 36                                          | +9                                          | 44                                          | 5.                                          |                                             |
| 2001/02                      | Moravskoslezská fotbalová liga               | 3                                           | 30                                          | 12                                          | 7                                           | 11                                          | 34                                          | 34                                          | 0                                           | 43                                          | 8.                                          |                                             |
| 2002/03                      | Moravskoslezská fotbalová liga               | 3                                           | 30                                          | 15                                          | 10                                          | 5                                           | 45                                          | 20                                          | +25                                         | 55                                          | 3.                                          |                                             |
| 2003/04                      | 2. liga                                      | 2                                           | 30                                          | 11                                          | 3                                           | 16                                          | 36                                          | 40                                          | −4                                          | 36                                          | 11.                                         |                                             |
| 2004/05                      | 2. liga                                      | 2                                           | 28                                          | 10                                          | 6                                           | 12                                          | 33                                          | 31                                          | +2                                          | 36                                          | 5.                                          |                                             |
| 2005/06                      | 2. liga                                      | 2                                           | 30                                          | 7                                           | 11                                          | 12                                          | 24                                          | 32                                          | −8                                          | 32                                          | 16.                                         |                                             |
| 2006/07                      | Moravskoslezská fotbalová liga               | 3                                           | 30                                          | 11                                          | 6                                           | 13                                          | 43                                          | 45                                          | −2                                          | 39                                          | 10.                                         |                                             |
| 2007/08                      | Moravskoslezská fotbalová liga               | 3                                           | 30                                          | 10                                          | 5                                           | 15                                          | 23                                          | 30                                          | −7                                          | 35                                          | 11.                                         |                                             |
| 2008/09                      | Moravskoslezská fotbalová liga               | 3                                           | 30                                          | 10                                          | 7                                           | 13                                          | 34                                          | 29                                          | +5                                          | 37                                          | 9.                                          |                                             |
| 2009/10                      | Moravskoslezská fotbalová liga               | 3                                           | 28                                          | 9                                           | 9                                           | 10                                          | 29                                          | 30                                          | −1                                          | 36                                          | 9.                                          |                                             |
| 2010/11                      | Moravskoslezská fotbalová liga               | 3                                           | 28                                          | 9                                           | 5                                           | 14                                          | 39                                          | 41                                          | −2                                          | 32                                          | 11.                                         |                                             |
| 2011/12                      | Moravskoslezská fotbalová liga               | 3                                           | 30                                          | 10                                          | 8                                           | 12                                          | 38                                          | 46                                          | −8                                          | 38                                          | 8.                                          |                                             |
| 2012–2019                    | B-mužstvo nebylo přihlášeno v žádné soutěži  | B-mužstvo nebylo přihlášeno v žádné soutěži | B-mužstvo nebylo přihlášeno v žádné soutěži | B-mužstvo nebylo přihlášeno v žádné soutěži | B-mužstvo nebylo přihlášeno v žádné soutěži | B-mužstvo nebylo přihlášeno v žádné soutěži | B-mužstvo nebylo přihlášeno v žádné soutěži | B-mužstvo nebylo přihlášeno v žádné soutěži | B-mužstvo nebylo přihlášeno v žádné soutěži | B-mužstvo nebylo přihlášeno v žádné soutěži | B-mužstvo nebylo přihlášeno v žádné soutěži | B-mužstvo nebylo přihlášeno v žádné soutěži |
| ** 2019/20                   | Divize D                                     | 4                                           | 13                                          | 11                                          | 0                                           | 2                                           | 43                                          | 9                                           | +34                                         | 33                                          | 2.                                          |                                             |
| ** 2020/21                   | Divize D                                     | 4                                           | 9                                           | 5                                           | 3                                           | 1                                           | 17                                          | 12                                          | +5                                          | 18                                          | 4.                                          |                                             |
| 2021/22                      | Divize D                                     | 4                                           | 26                                          | 16                                          | 5                                           | 5                                           | 55                                          | 20                                          | +35                                         | 53                                          | 2.                                          |                                             |
| 2022/23                      | Divize E                                     | 4                                           | 26                                          | 13                                          | 5                                           | 8                                           | 62                                          | 38                                          | +24                                         | 44                                          | 5.                                          |                                             |
| 2023/24                      | Divize D                                     | 4                                           | 30                                          | 25                                          | 2                                           | 3                                           | 78                                          | 21                                          | +57                                         | 77                                          | 1.                                          |                                             |
| 2024/25                      | Moravskoslezská fotbalová liga               | 3                                           | 34                                          | 12                                          | 8                                           | 14                                          | 55                                          | 56                                          | -1                                          | 44                                          | 7.                                          |                                             |

Poznámky:
- 1946/47 a 1947/48: B-mužstvo vystupovalo jako SK Židenice II.[48][49]
- 1947/48: Soutěž začalo 11 mužstev a 12. účastník SK Ořechovičky hrál pouze na jaře 1948.[49]
- 1956: Postoupilo rovněž vítězné mužstvo Tatranu Poštorná.[50]
- 1976/77: Po sezoně došlo k plošnému rušení rezervních týmů (B-mužstev) prvoligových týmů.
- 1984/85: Došlo k obnovení činnosti, byl zařazen do C skupiny krajské soutěže I. třídy (celkem 6 skupin), která byla v tomto období jediným stupněm mezi krajskými přebory a okresními přebory (I. A třída a I. B třída byly zrušeny).

**= sezona předčasně ukončena z důvodu pandemie covidu-19

## FC Zbrojovka Brno – juniorský tým (U21)
FC Zbrojovka Brno – juniorský tým byl juniorský tým brněnské Zbrojovky, hrající v celé své historii v Juniorské lize. V sezóně 2012/13 se klubu povedlo ovládnout premiérový ročník juniorské ligy. Po sezóně 2018/19 byl juniorský tým zrušen společně s Juniorskou ligou, došlo tak k znovuobnovení rezervních týmů.

### Umístění v jednotlivých sezonách
Stručný přehled
Zdroj:
- 2012–2019: Juniorská liga

Jednotlivé ročníky
Zdroj:
Legenda: Z - zápasy, V - výhry, R - remízy, P - porážky, VG - vstřelené góly, OG - obdržené góly, +/- - rozdíl skóre, B - body, červené podbarvení - sestup, zelené podbarvení - postup, fialové podbarvení - reorganizace, změna skupiny či soutěže
| Česko (2012 – 2019) |                         |        |    |    |    |    |    |    |     |    |        |
| Sezóny              | Liga                    | Úroveň | Z  | V  | R  | P  | VG | OG | +/- | B  | Pozice |
| 2012/13             | Juniorská liga          | 1      | 34 | 20 | 12 | 2  | 61 | 20 | +41 | 72 | 1.     |
| 2013/14             | Juniorská liga          | 1      | 40 | 26 | 6  | 8  | 82 | 42 | +40 | 84 | 2.     |
| 2014/15             | Juniorská liga          | 1      | 38 | 26 | 6  | 6  | 94 | 41 | +53 | 84 | 3.     |
| 2015/16             | Juniorská liga          | 1      | 32 | 15 | 4  | 13 | 67 | 51 | +16 | 49 | 8.     |
| 2016/17             | Juniorská liga          | 1      | 30 | 16 | 4  | 10 | 72 | 57 | +15 | 52 | 3.     |
| 2017/18             | Juniorská liga          | 1      | 21 | 7  | 5  | 9  | 42 | 47 | –5  | 26 | 15.    |
| 2018/19             | Juniorská liga (Finále) | 1      | 9  | 6  | 1  | 2  | 35 | 13 | +22 | 19 | 2.     |

## TJ Zbrojovka Brno „C“
TJ Zbrojovka Brno „C“ byl druhý rezervní tým brněnské Zbrojovky, který vznikl v roce 1962 z „B“ mužstva RH Brno. Pohyboval se v krajských a městských soutěžích. V první polovině 70. let 20. století mužstvo vedl František Harašta. Rozpuštěno bylo po sezoně 1976/77.

### Umístění v jednotlivých sezonách
Stručný přehled
Zdroj:
- 1962–1963: Jihomoravský krajský přebor
- 1963–1965: I. A třída Jihomoravského kraje – sk. B
- 1965–1966: I. B třída Jihomoravské oblasti – sk. E
- 1966–1971: Bez soutěže
- 1971–1972: Brněnská základní třída
- 1972–1973: Brněnský městský přebor
- 1973–1974: I. B třída Jihomoravského kraje – sk. D
- 1974–1975: I. A třída Jihomoravského kraje – sk. A
- 1975–1977: I. A třída Jihomoravského kraje – sk. B

Jednotlivé ročníky
Zdroj:
Legenda: Z – zápasy, V – výhry, R – remízy, P – porážky, VG – vstřelené góly, OG – obdržené góly, +/− – rozdíl skóre, B – body, červené podbarvení – sestup, zelené podbarvení – postup, fialové podbarvení – reorganizace, změna skupiny či soutěže
| Československo (1962 – 1977)                                    |                                         |        |    |    |   |    |     |    |      |    |        |
| Sezóny                                                          | Liga                                    | Úroveň | Z  | V  | R | P  | VG  | OG | +/−  | B  | Pozice |
| 1962/63                                                         | Jihomoravský krajský přebor             | 3      | 26 | 8  | 8 | 10 | 47  | 60 | −13  | 24 | 11.    |
| 1963/64                                                         | I. A třída Jihomoravského kraje – sk. B | 4      | 26 | 11 | 3 | 12 | 51  | 53 | −2   | 25 | 10.    |
| 1964/65                                                         | I. A třída Jihomoravského kraje – sk. B | 4      | 26 | 4  | 2 | 20 | 22  | 76 | −54  | 10 | 14.    |
| 1965/66                                                         | I. B třída Jihomoravské oblasti – sk. E | 6      | 22 | 8  | 2 | 12 | 28  | 38 | −10  | 18 | 9.     |
| V období 1966–1971 nebylo C-mužstvo přihlášeno v žádné soutěži. |                                         |        |    |    |   |    |     |    |      |    |        |
| 1971/72                                                         | Brněnská základní třída                 | 10     | 22 | 21 | 1 | 0  | 136 | 5  | +131 | 43 | 1.     |
| 1972/73                                                         | Brněnský městský přebor                 | 8      | 28 | 24 | 4 | 0  | 71  | 11 | +60  | 52 | 1.     |
| 1973/74                                                         | I. B třída Jihomoravského kraje – sk. D | 7      | 26 | 20 | 5 | 1  | 65  | 14 | +51  | 45 | 1.     |
| 1974/75                                                         | I. A třída Jihomoravského kraje – sk. A | 6      | 26 | 11 | 9 | 6  | 45  | 36 | +9   | 31 | 4.     |
| 1975/76                                                         | I. A třída Jihomoravského kraje – sk. B | 6      | 26 | 9  | 6 | 11 | 32  | 43 | −11  | 24 | 7.     |
| 1976/77                                                         | I. A třída Jihomoravského kraje – sk. B | 6      | 26 | 7  | 6 | 13 | 28  | 52 | −24  | 20 | 12.    |

## Hráčské statistiky
- Hráčské statistiky sezony 1977/78
- Hráčské statistiky sezony 1993/94
- Hráčské statistiky sezony 1994/95
- Hráčské statistiky sezony 1995/96
- Hráčské statistiky sezony 1996/97
- Hráčské statistiky sezony 1997/98
- Hráčské statistiky sezony 1998/99
- Hráčské statistiky sezony 1999/00
- Hráčské statistiky sezony 2000/01
- Hráčské statistiky sezony 2001/02
- Hráčské statistiky sezony 2002/03
- Hráčské statistiky sezony 2003/04
- Hráčské statistiky sezony 2004/05
- Hráčské statistiky sezony 2005/06
- Hráčské statistiky sezony 2006/07 http://www.fczbrno.cz/zapas.asp?sezona=2007
- Hráčské statistiky sezony 2007/08 http://www.fczbrno.cz/zapas.asp?sezona=2008
- Hráčské statistiky sezony 2008/09 http://www.fczbrno.cz/zapas.asp?sezona=2009
- Hráčské statistiky sezony 2009/10
- Hráčské statistiky sezony 2010/11
- Hráčské statistiky sezony 2011/12
- Hráčské statistiky sezony 2012/13
- Seznam hráčů od roku 1993